# میدلتون، اسکس
میدلتون (به انگلیسی: Middleton) یک روستا و محله مدنی در بریتانیا است که در Braintree واقع شده‌است.